# 1375년

## 연호
- 명(明) 홍무(洪武) 8년
- 북원(北元) 선광(宣光) 5년
- 일본(日本) 남조(南朝) 분추(文中) 4년 / 덴주(天授) 원년
- 일본(日本) 북조(北朝) 오안(応安) 8년 / 에이와(永和) 원년
- 쩐 왕조(陳朝) 롱카인(隆慶) 3년

## 기년
- 명(明) 태조 홍무제(太祖 洪武帝) 8년
- 북원(北元) 소종(昭宗) 5년
- 고려(高麗) 우왕(禑王) 원년
- 쩐 왕조(陳朝) 예종(睿宗) 3년

## 사망
- 12월 21일 - 이탈리아 작가 조반니 보카치오
- 고려(高麗)의 왕비(王妃) 덕녕공주(德寧公主)
- 고려의 왕자 왕석기